# A Real Madrid CF eredményei
Ez a szócikk a Real Madrid által megnyert összes trófeát tartalmazza.

## Regionális bajnoki címek 36Campeonato Regional Centro19:
1902–03, 1904–05, 1905–06, 1906–07, 1907–08, 1909–10, 1912–13, 1915–16, 1916–17, 1917–18, 1919–20, 1921–22, 1922–23, 1923–24, 1925–26, 1926–27, 1928–29, 1929–30, 1930–31.
- Madridi labdarúgó-bajnokság – Trofeos Mancomunados 5: 1931, 1932, 1933, 1934, 1935.

## Hazai sikerek (68)
- Bajnoki cím: 35 (rekord)

1931–32, 1932–33, 1953–54, 1954–55, 1956–57, 1957–58,1958–59, 1960–61, 1961–62, 1962–63, 1963–64, 1964–65, 1966–67, 1967–68, 1968–69, 1971–72, 1974–75, 1975–76, 1977–78, 1978–79, 1979–80, 1985–86, 1986–87, 1987–88, 1988–89, 1989–90, 1994–95, 1996–97, 2000–01, 2002–03, 2006–07, 2007–08, 2011–12, 2016–17, 2019–20, 2021–22.
- Spanyol kupa – Copa del Rey: 19

1904–05 1–0 az Athletic Club ellen
1905–06 4–1 az Athletic Club ellen
1906–07 1–0 az Athletic Club ellen
1907–08 2–1 a Real Vigo Sporting ellen
1916–17 2–1 az Arenas de Getxo ellen
1933–34 2–1 a Valencia ellen
1935–36 2–1 a Barcelona ellen
1945–46 3–1 a Valencia ellen
1946–47 2–0 az Espanyol ellen
1961–62 2–1 a Sevilla ellen
1969–70 3–1 a Valencia ellen
1973–74 4–0 a Barcelona ellen
1974–75 1–0 az Atlético Madrid ellen
1979–80 6–1 a Castilla ellen
1981–82 2–1 a Sporting de Gijón ellen
1988–89 1–0 a Valladolid ellen
1992–93 2–0 a Zaragoza ellen
2009–10 1–0 a Barcelona ellen
2010-11 1–0 a Barcelona ellen
2013–14 2–1 a Barcelona ellen
- Spanyol szuperkupa – Supercopa de España: 12 (rekord)

1988 3–2 a Barcelona ellen
1989 Bajnok és kupagyőztes
1990 5–1 a Barcelona ellen
1993 4–2 a Barcelona ellen
1997 5–3 a Barcelona ellen
2001 4–1 a Zaragoza ellen
2003 4–2 a Mallorca ellen
2008 6–5 a Valencia CF ellen
2012 4-4 (3-2/2-1) a Barcelona ellen
2017 1-5 a Barcelona ellen
2019–20 4-1 az Atlético Madrid ellen
2021–22 2-0 az Athletic Bilbao ellen
- Spanyol ligakupa – Copa de la Liga: 1

1984–85 4–3 az Atlético Madrid ellen
- Copa Eva Duarte: 1

1947 3–1 a Valencia CF ellen

## Nemzetközi sikerek (26)
- BEK / Bajnokok Ligája: 15  (rekord)

1955–56 4–3 a Stade de Reims ellen
1956–57 2–0 a Fiorentina ellen
1957–58 3–2 (h.u.) a Milan ellen
1958–59 2–0 a Stade de Reims ellen
1959–60 7–3 az Eintracht Frankfurt ellen
1965–66 2–1 a Partizan Belgrád ellen
1997–98 1–0 a Juventus ellen
1999–00 3–0 a Valencia ellen
2001–02 2–1 a Bayer Leverkusen ellen
2013–14 4–1 (h.u.)  az Atletico Madrid ellen
2015–16 1–1 (ti. 5–3) az Atletico Madrid ellen
2016–2017 4–1 Juventus ellen
2017–2018 3–1 Liverpool ellen
2021–2022 1–0 Liverpool ellen
2023 - 2024 2-0 Dortmund ellen
- Interkontinentális kupa: 3

1960 5–1 a Peñarol ellen
1998 2–1 a Vasco da Gama ellen
2002 2–0 a Olimpia Asunción ellen
- FIFA-klubvilágbajnokság: 4

2014 2–0 a San Lorenzo ellen
2016 4–2 a Kasima Antlers ellen
2017 1–0 a Grêmio ellen
2018 4–1 a Al-Ain ellen
- Copa Iberoamericana: 1

1994 4–3 a Boca Juniors ellen
- UEFA-kupa: 2

1984–85 3–1 a Videoton ellen
1985–86 5–3 a Köln ellen
- Európai szuperkupa: 2

2002 3–1 a Feyenoord ellen
2014 2–0 a Sevilla ellen
- Latin kupa: 2

1955 2–0 a Stade de Reims ellen
1957 1–0 a Benfica ellen

## Barátságos serlegek (145)
- Trofeo Santiago Bernabéu (19):

1981, 1983, 1984, 1985, 1987, 1989, 1991, 1994, 1995, 1996, 1997, 1998, 1999, 2000, 2003, 2005, 2006, 2007, 2008.
- Teresa Herrera-kupa (8):

1949, 1953, 1966, 1976, 1978, 1979, 1980, 1994.
- Ciudad de Alicante-kupa (8):

1990, 1991, 1992, 1993, 1998, 2000, 2001, 2002.
- Ramón de Carranza-kupa (6):

1958, 1959, 1960, 1966, 1970, 1982.
- Ciudad de la Línea-kupa (6):

1978, 1981, 1982, 1986, 1994, 2000.
- Duward-kupa (6):

1955, 1957, 1958, 1961, 1962, 1963.
- Ciutat de Palma-kupa (4):

1975, 1980, 1983, 1990.
- Ciudad de Cartagena-kupa (4):

1994, 1998, 1999, 2001.
- Inmortal de Gerona-kupa (4):

1977, 1979, 1980, 1981.
- Ciutat de Barcelona de futbol-kupa (3):

1983, 1985, 1988.
- Euskadi Asergace-kupa (3):

1994, 1995, 1996.
- Colombino-kupa (3):

1970, 1984, 1989.
- Ciudad de Vigo-kupa (3):[1]

1981, 1982, 1992.
- FESTA DÉLX-kupa (3):

1984, 1985, 1999.
- Ciudad de Santander-kupa (3):

1991, 1992, 1993.
- Pequeña Copa del Mundo de Clubes-kupa (2):

1952, 1956.
- Latin kupa (2):

1955, 1957.
- Costa del Sol-kupa (2):

1970, 1976.
- Año Santo Compostelano-kupa (2):

1970, 1976.
- Naranja-kupa (2):

1990, 2003.
- Conde Fenosa-kupa (2):

1973, 1983
- Concepción Arenal-kupa (2):

1977, 1984.
- Villa de Benidorm-kupa (2):

1986, 1988.
- Trofeo de la Hispanidad (2):

1995, 1996.
- Trofeo de Navidad de la Comunidad de Madrid (2):

1994, 1995.
- Trofeo Centenario AC Milan (1):

2000
- Jesús Gil y Gil-kupa (1):

2005.
- Trofeo Centenario del Nàstic(1):

1986
- Trofeo Ciudad de Caracas(1):

1980
- Milenario de Bruselas-kupa (1):

1979
- Mohamed V-kupa (1):

1966
- Benito Villamarín-kupa (1):

1960.
- Copa Dorum (1):

1987.
- Ciudad de Salamanca-kupa (1):

1992.
- Ciudad de Tenerife-kupa(1):

1994.
- Castilla La Mancha-kupa (2):

1992, 1993.
- Ciudad de Murcia -kupa (1):

2000.
- Municipal de la Linea-kupa (1):

1994.
- Aid el Kabir-kupa (1):

1966.
- Antena3-kupa (1):

1997.
- Alcatel-kupa (1):

1988.
- Madrid 2012-kupa (1):

2002.
- Diario I-kupa (1):

1994.
- Costa Blanca-kupa (1):

1972.
- Ciudad del Puerto-kupa (1):

1972.
- Centenario del Nastic-kupa (1):

1986.
- Amistad-kupa (1):

1957.
- San Antón-kupa (1):

1973.
- Isostar Almería-kupa (1):

1995.
- Isostar Granada-kupa (1):

1995.
- Independencia de Uruguay-kupa (1):

1993.
- Fiorucci-kupa (1):

1993.
- Pirelli-kupa(1):

1999.
- Palacio de Cristal de Londres-kupa (1):

1962.
- Desafío Canal+-kupa (1):

1991.
- Antena 3 Tv-kupa  (1):

1997.
- San José-kupa (1):

1990.
- Barcanova-kupa (1):

1984.
- Aniversario de Gijón-kupa (1):

1980.
- Rodríguez Azuaga-kupa (1):

1911.
- Inauguración del Santiago Bernabéu-kupa (1):

1947.
- Beneficio de la Asociación de Prensa-kupa (1):

1950.
- Vendimia-kupa (1):

1953.
- Rodríguez Azuara-kupa (1):

1911.
- Trofeo 75 Aniversario del Club:

1977.
- Amistad-kupa (1):

1994.
- Iberia-kupa (1):

1994.
- Inauguración del alumbrado artificial del Bernabeu (1):

1958.
- 25 Aniversario del Santiago Bernabeu, Inauguración Videomarcadores (1):

1972.
- Trofeo Ibérico (Badajoz) (1):

1982.
- Real Balompédica Linense-kupa (1):

1999.
- Giorgio Calleri-kupa (1):

1991.
- Centenario SL Benfica-kupa (1):

2004.
- Carlos Lapetra-kupa (1): [2]

2005.
- FIFA Centennial Trophy (1): [3]

2002.